# Lessonie des Andes
Lessonia oreas
Espèce
Statut de conservation UICN

 LC  : Préoccupation mineure
La Lessonie des Andes (Lessonia oreas) est une espèce de passereaux de la famille des Tyrannidae.